# Gérard Rué
Gérard Rue (Rennes, 7 de mayo de 1965) fue un ciclista profesional francés que fue profesional entre 1987 y 1997 ininterrumpidamente.
Como amateur quedó segundo en el campeonato francés de ruta. Como profesional, debutó en el equipo Système U. Obtuvo victorias de notable importancia, entre ellas una victoria en el Tour de Francia de 1989, en una contrarreloj por equipos con final en Luxemburgo.
Tras su retirada estuvo como director deportivo del Festina-Lotus.

## Palmarés
1987
- Dúo Normando, haciendo pareja con Thierry Marie

1989
- 1 etapa de la Dauphiné Libéré
- Tour de Haut-Var
- 1 etapa de la París-Niza

1990
- Gran Premio de Cannes
- Tour del Mediterráneo
- Midi Libre

1991
- 3.º en el Campeonato de Francia de ciclismo en ruta
- 1 etapa de la Tirreno-Adriático

1992
- Tour de Haut-Var
- 1 etapa de la Vuelta a los Países Bajos

1993
- Boucles de l'Aulne
- 1 etapa de la Vuelta a los Valles Mineros

## Resultados en las Grandes Vueltas y Campeonato del Mundo
| Carrera         | 1987 | 1988 | 1989 | 1990 | 1991 | 1992 | 1993 | 1994 | 1995 | 1996 | 1997 |
| --------------- | ---- | ---- | ---- | ---- | ---- | ---- | ---- | ---- | ---- | ---- | ---- |
| Giro de Italia  | -    | -    | -    | 59.º | -    | 30.º | 31.º | -    | 34.º | -    | -    |
| Tour de Francia | -    | -    | 35.º | Ab.  | 10.º | 51.º | 46.º | 56.º | 41.º | -    | Ab.  |
| Vuelta a España | Ab.  | -    | -    | -    | -    | -    | -    | -    | -    | -    | 88.º |
| Mundial en Ruta | -    | -    | Ab.  | 43.º | 21.º | 17.º | 8.º  | -    | Ab.  | -    | -    |

-: no participa

Ab.: abandono